# Aerosteon
Aerosteon är en släkte av theropoder dinosaurie från yngre krita perioden Argentina. Dess kvarlevor upptäcktes 1996 i Anacleto formationen och dateras till epoken Santonian (för cirka 84 miljoner år sedan, ingår i yngre krita). Typen och endast kända arter är A. riocoloradense. Dess specifika namnet anger att dess kvarlevor hittades 1 km norr om Río Colorado, i Mendoza provinsen, Argentina.
Släktnamnet är bildat av de grekiska orden aeros (luft) och osteon (ben).